# Namie Amuro/Diskografie
Diese Diskografie ist eine Übersicht über die musikalischen Werke der japanischen Sängerin Namie Amuro. Den Schallplattenauszeichnungen zufolge hat sie bisher mehr als 50,3 Millionen Tonträger verkauft. Ihre erfolgreichste Veröffentlichung ist das Studioalbum Sweet 19 Blues mit über 3,3 Millionen verkauften Einheiten.

## Alben

### Studioalben
| Jahr | Titel               | Höchstplatzierung, Gesamtwochen, AuszeichnungChartsChartplatzierungen (Jahr, Titel, Platzierungen, Wochen, Auszeichnungen, Anmerkungen) | Anmerkungen                                                                           |
| Jahr | Titel               | JP | Anmerkungen                                                                           |
| ---- | ------------------- | --- | ------------------------------------------------------------------------------------- |
| 1995 | Dance Tracks Vol. 1 | JP1 ×4Vierfachplatin · (44 Wo.)JP | Erstveröffentlichung: 16. Oktober 1995 Verkäufe JP: + 1.865.450 als Super Monkey’s    |
| 1996 | Sweet 19 Blues      | JP1 ×3Dreifachdiamant · (43 Wo.)JP | Erstveröffentlichung: 22. Juli 1996 Verkäufe JP: + 3.359.640 Debütalbum bei Avex Trax |
| 1997 | Concentration 20    | JP1 ×2Doppeldiamant · (28 Wo.)JP | Erstveröffentlichung: 24. Juli 1997 Verkäufe JP: + 1.929.860                          |
| 2000 | Genius 2000         | JP1 ×2Doppelplatin · (8 Wo.)JP | Erstveröffentlichung: 26. Januar 2000 Verkäufe JP: + 802.740                          |
| 2000 | Break the Rules     | JP2 Platin · (9 Wo.)JP | Erstveröffentlichung: 20. Dezember 2000 Verkäufe JP: + 334.520                        |
| 2003 | Style               | JP4 Platin · (23 Wo.)JP | Erstveröffentlichung: 10. Dezember 2003 Verkäufe JP: + 221.874                        |
| 2005 | Queen of Hip-Pop    | JP2 ×2Doppelplatin · (25 Wo.)JP | Erstveröffentlichung: 13. Juli 2005 Verkäufe JP: + 455.428                            |
| 2007 | Play                | JP1 ×2Doppelplatin · (59 Wo.)JP | Erstveröffentlichung: 27. Juni 2007 Verkäufe JP: + 542.725                            |
| 2009 | Past < Future       | JP1 ×2Doppelplatin · (42 Wo.)JP | Erstveröffentlichung: 16. Dezember 2009 Verkäufe JP: + 542.725                        |
| 2012 | Uncontrolled        | JP1 ×2Doppelplatin · (69 Wo.)JP | Erstveröffentlichung: 27. Juni 2012 Verkäufe JP: + 542.296                            |
| 2013 | Feel                | JP1 Platin · (49 Wo.)JP | Erstveröffentlichung: 10. Juli 2013 Verkäufe JP: + 394.492                            |
| 2015 | Genic               | JP1 Platin · (51 Wo.)JP | Erstveröffentlichung: 10. Juni 2015 Verkäufe JP: + 254.865                            |

### Gemeinschaftsalben
| Jahr | Titel      | Höchstplatzierung, Gesamtwochen, AuszeichnungChartsChartplatzierungen (Jahr, Titel, Platzierungen, Wochen, Auszeichnungen, Anmerkungen) | Anmerkungen                                                 |
| Jahr | Titel      | JP | Anmerkungen                                                 |
| ---- | ---------- | --- | ----------------------------------------------------------- |
| 2011 | Checkmate! | JP1 ×2Doppelplatin · (52 Wo.)JP | Erstveröffentlichung: 27. April 2011 Verkäufe JP: + 495.118 |

### Kompilationen
| Jahr | Titel                           | Höchstplatzierung, Gesamtwochen, AuszeichnungChartsChartplatzierungen (Jahr, Titel, Platzierungen, Wochen, Auszeichnungen, Anmerkungen) | Anmerkungen                                                                        |
| Jahr | Titel                           | JP | Anmerkungen                                                                        |
| ---- | ------------------------------- | --- | ---------------------------------------------------------------------------------- |
| 1996 | Original Tracks Vol. 1          | JP3 Platin · (25 Wo.)JP | Erstveröffentlichung: 30. September 1996 Verkäufe JP: + 418.710 als Super Monkey’s |
| 1998 | 181920                          | JP1 ×2Doppeldiamant · (35 Wo.)JP | Erstveröffentlichung: 28. Januar 1998 Verkäufe JP: + 1.693.465                     |
| 2002 | Love Enhanced Single Collection | JP3 Platin · (10 Wo.)JP | Erstveröffentlichung: 13. März 2002 Verkäufe JP: + 305.284                         |
| 2008 | Best Fiction                    | JP1 Diamant · (94 Wo.)JP | Erstveröffentlichung: 30. Juli 2008 Verkäufe JP: + 1.554.654                       |
| 2014 | Ballada                         | JP1 ×2Doppelplatin · (55 Wo.)JP | Erstveröffentlichung: 4. Juni 2014 Verkäufe JP: + 444.165                          |
| 2017 | Finally                         | JP1 ×2Doppeldiamant · (202 Wo.)JP | Erstveröffentlichung: 8. November 2017 Verkäufe JP: + 2.456.850, DL: + 138.027     |

## Singles

### Als Leadmusikerin
| Jahr | Titel Album                                                                                               | Höchstplatzierung, Gesamtwochen, AuszeichnungChartsChartplatzierungen (Jahr, Titel, Album, Platzierungen, Wochen, Auszeichnungen, Anmerkungen) | Anmerkungen |
| Jahr | Titel Album                                                                                               | JP | Anmerkungen |
| ---- | --- | --- | --- |
| 1992 | Koi no Cute Beat / Mister U.S.A. (恋のキュート・ビート / ミスター U.S.A.) Süßer Beat der Liebe –          | JP29 (5 Wo.)JP | Erstveröffentlichung: 16. Oktober 1992 Verkäufe JP: + 36.610 als Super Monkey’s |
| 1993 | Dancing Junk –                                                                                            | JP68 (4 Wo.)JP | Erstveröffentlichung: 26. März 1993 Verkäufe JP: + 18.660 als Super Monkey’s 4 |
| 1993 | Aishite Masukatto (愛してマスカット) Ich liebe die Muskatellertraube –                                    | JP67 (2 Wo.)JP | Erstveröffentlichung: 5. November 1993 Verkäufe JP: + 10.530 als Super Monkey’s 4 |
| 1994 | Paradise Train –                                                                                          | — | Erstveröffentlichung: 20. Juli 1994 Verkäufe JP: + 18.660 Namie Amuro mit Super Monkey’s |
| 1995 | Try Me: Watashi wo Shinjite (Try Me ~私を信じて~) Glaub’ mir Dance Tracks Vol. 1                          | JP8 Platin · (25 Wo.)JP | Erstveröffentlichung: 25. Januar 1995 Verkäufe JP: + 732.950 Namie Amuro mit Super Monkey’s |
| 1995 | Taiyō no Season (太陽の Season) Jahreszeit der Sonne Dance Tracks Vol. 1                                  | JP5 Platin · (17 Wo.)JP | Erstveröffentlichung: 19. April 1995 Verkäufe JP: + 610.680 Namie Amuro mit Super Monkey’s |
| 1995 | Stop the Music Dance Tracks Vol. 1                                                                        | JP4 Platin · (13 Wo.)JP | Erstveröffentlichung: 24. Juli 1995 Verkäufe JP: + 528.160 Namie Amuro (Super Monkey’s) |
| 1995 | Body Feels Exit Sweet 19 Blues                                                                            | JP3 Platin · (19 Wo.)JP | Erstveröffentlichung: 25. Oktober 1995 Verkäufe JP: + 881.640 1. Single bei Avex Trax |
| 1995 | Chase the Chance Sweet 19 Blues                                                                           | JP1 ×3Dreifachplatin · (20 Wo.)JP | Erstveröffentlichung: 4. Dezember 1995 Verkäufe JP: + 1.361.710 |
| 1996 | Don’t Wanna Cry Sweet 19 Blues                                                                            | JP1 ×3Dreifachplatin + Gold (Digital) · (22 Wo.)JP                                                                                             | Erstveröffentlichung: 13. März 1996 Verkäufe JP: + 1.389.700 |
| 1996 | You’re My Sunshine Sweet 19 Blues                                                                         | JP1 Diamant · (12 Wo.)JP | Erstveröffentlichung: 5. Juni 1996 Verkäufe JP: + 1.098.520 |
| 1996 | Sweet 19 Blues                                                                                            | JP2 Platin · (13 Wo.)JP | Erstveröffentlichung: 21. August 1996 Verkäufe JP: + 452.890 |
| 1996 | A Walk in the Park Concentration 20                                                                       | JP1 Diamant · (16 Wo.)JP | Erstveröffentlichung: 27. November 1996 Verkäufe JP: + 1.066.580 |
| 1997 | Can You Celebrate? Concentration 20                                                                       | JP1 ×2Doppeldiamant + Platin (Digital) · (40 Wo.)JP                                                                                            | Erstveröffentlichung: 19. Februar 1997 Verkäufe JP: + 2.296.200 |
| 1997 | How to Be a Girl Concentration 20                                                                         | JP1 Diamant · (11 Wo.)JP | Erstveröffentlichung: 21. Mai 1997 Verkäufe JP: + 772.130 |
| 1997 | Dreaming I Was Dreaming 181920                                                                            | JP1 ×2Doppelplatin · (11 Wo.)JP | Erstveröffentlichung: 27. November 1997 Verkäufe JP: + 558.830 |
| 1997 | Can You Celebrate? (Maxi-Single) Concentration 20                                                         | JP1 Platin · (9 Wo.)JP | Erstveröffentlichung: 25. Dezember 1997 Verkäufe JP: + 454.020 |
| 1998 | I Have Never Seen Genius 2000                                                                             | JP1 ×2Doppelplatin · (13 Wo.)JP | Erstveröffentlichung: 23. Dezember 1998 Verkäufe JP: + 657.250 |
| 1999 | Respect the Power of Love Genius 2000                                                                     | JP2 Platin · (10 Wo.)JP | Erstveröffentlichung: 17. März 1999 Verkäufe JP: + 491.920 |
| 1999 | Toi et Moi –                                                                                              | JP3 Gold · (11 Wo.)JP | Erstveröffentlichung: 7. Juli 1999 Verkäufe JP: + 272.110 |
| 1999 | Something ’Bout the Kiss Genius 2000                                                                      | JP7 Gold + Gold (12 cm - Maxisingle) · (8 Wo.)JP                                                                                               | Erstveröffentlichung: 1. September 1999 Verkäufe JP: + 369.380 |
| 2000 | Love 2000 Genius 2000                                                                                     | JP4 Platin · (7 Wo.)JP | Erstveröffentlichung: 1. Januar 2000 Verkäufe JP: + 228.120 |
| 2000 | Never End Break the Rules                                                                                 | JP2 ×2Doppelplatin · (14 Wo.)JP | Erstveröffentlichung: 12. Juli 2000 Verkäufe JP: + 640.310 |
| 2000 | Please Smile Again Break the Rules                                                                        | JP2 (7 Wo.)JP | Erstveröffentlichung: 4. Oktober 2000 Verkäufe JP: + 216.960 |
| 2001 | Think of Me / No More Tears Break the Rules                                                               | JP7 (5 Wo.)JP | Erstveröffentlichung: 24. Januar 2001 Verkäufe JP: + 112.670 |
| 2001 | Say the Word Love Enhanced Single Collection                                                              | JP3 Gold + Gold (Digital) · (11 Wo.)JP | Erstveröffentlichung: 8. August 2001 Verkäufe JP: + 183.840 |
| 2002 | I Will Love Enhanced Single Collection                                                                    | JP7 (9 Wo.)JP | Erstveröffentlichung: 14. Februar 2002 Verkäufe JP: + 95.120 |
| 2002 | Wishing on the Same Star Style                                                                            | JP2 Gold + Gold (Digital) · (12 Wo.)JP | Erstveröffentlichung: 11. September 2002 Verkäufe JP: + 97.253 |
| 2003 | Shine More Style                                                                                          | JP8 Gold · (9 Wo.)JP | Erstveröffentlichung: 5. März 2003 Verkäufe JP: + 52.268 |
| 2003 | Put ’Em Up Style                                                                                          | JP7 (6 Wo.)JP | Erstveröffentlichung: 16. Juli 2003 Verkäufe JP: + 41.149 |
| 2003 | So Crazy / Come Style                                                                                     | JP8 (13 Wo.)JP | Erstveröffentlichung: 16. Oktober 2003 Verkäufe JP: + 48.969 |
| 2004 | Alarm Queen of Hip-Pop                                                                                    | JP11 (15 Wo.)JP | Erstveröffentlichung: 17. März 2004 Verkäufe JP: + 57.784 |
| 2004 | All for You Queen of Hip-Pop                                                                              | JP6 Gold + Gold (Digital) · (15 Wo.)JP | Erstveröffentlichung: 22. Juli 2004 Verkäufe JP: + 112.558 |
| 2004 | Girl Talk / The Speed Star Queen of Hip-Pop / –                                                           | JP2 Gold + Gold (Digital) · (16 Wo.)JP | Erstveröffentlichung: 14. Oktober 2004 Verkäufe JP: + 106.327 |
| 2005 | Want Me, Want Me Queen of Hip-Pop                                                                         | JP2 Gold · (10 Wo.)JP | Erstveröffentlichung: 6. April 2005 Verkäufe JP: + 102.733 |
| 2005 | White Light / Violet Sauce – / Play                                                                       | JP7 Gold + Gold (Digital) · (10 Wo.)JP | Erstveröffentlichung: 16. November 2005 Verkäufe JP: + 72.652 |
| 2006 | Can’t Sleep, Can’t Eat, I’m Sick / Ningyo (Can’t Sleep, Can’t Eat, I’m Sick / 人魚) Meerjungfrau Play / – | JP2 Gold · (10 Wo.)JP | Erstveröffentlichung: 17. Mai 2006 Verkäufe JP: + 79.525 |
| 2007 | Baby Don’t Cry Play                                                                                       | JP3 ×3Gold + Dreifachplatin (Digital) · (15 Wo.)JP                                                                                             | Erstveröffentlichung: 24. Januar 2007 · Verkäufe JP: + 144.081 · + JP: Diamant (Klingelton) |
| 2007 | Funky Town Play                                                                                           | JP3 Gold + Gold (Digital) · (7 Wo.)JP | Erstveröffentlichung: 4. April 2007 · Verkäufe JP: + 54.030 · + JP: ×2Doppelplatin (Klingelton) |
| 2008 | 60s 70s 80s (New Look / Rock Steady / What a Feeling) Best Fiction                                        | JP1 ×2Platin + Doppelplatin (Digital) · (21 Wo.)JP                                                                                             | Erstveröffentlichung: 12. März 2008 · Verkäufe JP: + 293.097 · + JP: ×3Dreifachplatin (Klingelton) , + JP: Gold (Digital – Rock Steady), + JP: Platin (Digital – What a Feeling)                                                                             |
| 2009 | Wild / Dr. Past < Future                                                                                  | JP1 Gold + Gold (Mobile Downloads) · (17 Wo.)JP                                                                                                | Erstveröffentlichung: 18. März 2009 · Verkäufe JP: + 109.257 · + JP: Gold (Mobile Downloads – Dr.) |
| 2010 | Break It / Get Myself Back Uncontrolled                                                                   | JP3 Gold + Gold (Digital) · (12 Wo.)JP | Erstveröffentlichung: 28. Juli 2010 · Verkäufe JP: + 85.219 · + JP: Gold (Mobile Downloads – Get Myself Back) |
| 2011 | Naked / Fight Together / Tempest Uncontrolled                                                             | JP2 Gold + Gold (Digital) · (18 Wo.)JP | Erstveröffentlichung: 27. Juli 2011 · Verkäufe JP: + 100.744 · + JP: ×2Doppelplatin (Digital – Fight Together) , + JP: Gold (Downloads – Fight Together) |
| 2011 | Sit! Stay! Wait! Down! / Love Story Uncontrolled                                                          | JP3 Gold + Platin (Digital) · (20 Wo.)JP | Erstveröffentlichung: 7. Dezember 2011 · Verkäufe JP: + 161.659 · + JP: Gold (Downloads), + JP: Diamant (Digital – Love Story), + JP: Diamant (Klingelton – Love Story), + JP: ×2Doppelplatin (Downloads – Love Story) , + JP: Gold (Streaming – Love Story) |
| 2012 | Go Round / Yeah-Oh Uncontrolled                                                                           | JP4 Gold + Gold (Digital) · (9 Wo.)JP | Erstveröffentlichung: 21. März 2012 Verkäufe JP: + 64.691 |
| 2012 | Damage –                                                                                                  | JP— Gold (Digital)JP | Erstveröffentlichung: 31. Oktober 2012 |
| 2013 | Big Boys Cry / Beautiful Feel                                                                             | JP4 (8 Wo.)JP | Erstveröffentlichung: 6. März 2013 Verkäufe JP: + 31.543 |
| 2013 | Contrail Feel                                                                                             | JP— Platin (Digital)JP | Erstveröffentlichung: 19. Mai 2013 |
| 2014 | Tsuki Ballada                                                                                             | JP3 Platin (Digital) · (14 Wo.)JP | Erstveröffentlichung: 29. Januar 2014 Verkäufe JP: + 67.293 |
| 2014 | Brighter Day –                                                                                            | JP8 Platin (Digital) · (15 Wo.)JP | Erstveröffentlichung: 12. November 2014 Verkäufe JP: + 53.868 |
| 2015 | Red Carpet Finally                                                                                        | JP2 (9 Wo.)JP | Erstveröffentlichung: 2. Dezember 2015 Verkäufe JP: + 36.319 |
| 2016 | Mint Finally                                                                                              | JP4 Platin (Digital) · (20 Wo.)JP | Erstveröffentlichung: 18. Mai 2016 Verkäufe JP: + 46.231 |
| 2016 | Hero Finally                                                                                              | JP6 ×3Gold + Dreifachplatin (Digital) · (56 Wo.)JP                                                                                             | Erstveröffentlichung: 27. Juli 2016 · Verkäufe JP: + 85.545 · + JP: Gold (Streaming) |
| 2016 | Dear Diary / Fighter Finally                                                                              | JP3 Gold (Digital) · (15 Wo.)JP | Erstveröffentlichung: 26. Oktober 2016 Verkäufe JP: + 64.486 |
| 2017 | Just You and I Finally                                                                                    | JP6 Gold (Digital) · (16 Wo.)JP | Erstveröffentlichung: 31. Mai 2017 Verkäufe JP: + 34.809 |

Weitere Lieder
- 2007: Hide and Seek (JP: Gold (Digital), JP: ×2Doppelplatin (Klingelton) )
- 2008: Do Me More (JP: Platin (Digital), JP: ×2Doppelplatin (Klingelton) , JP: Gold (Downloads))
- 2008: Sexy Girl (JP: Gold (Digital))
- 2010: The Meaning of Us (JP: Gold (Mobile Downloads))
- 2011: Wonder Woman (feat. Ai and Anna Tsuchiya, JP: Platin (Digital), JP: Gold (Downloads))
- 2011: Make It Happen (feat. After School, JP: Gold (Digital))
- 2012: Only You (JP: Gold (Digital))
- 2018: Hope (JP: Gold (Digital))

### Als Gastmusikerin
| Jahr | Titel Album                           | Höchstplatzierung, Gesamtwochen, AuszeichnungChartsChartplatzierungen (Jahr, Titel, Album, Platzierungen, Wochen, Auszeichnungen, Anmerkungen) | Anmerkungen                                                                           |
| Jahr | Titel Album                           | JP | Anmerkungen                                                                           |
| ---- | ------------------------------------- | --- | ------------------------------------------------------------------------------------- |
| 1995 | Issun Momo Kintarō (一寸桃金太郎) –   | JP100 (1 Wo.)JP | Erstveröffentlichung: 1. Juni 1995 Verkäufe JP: + 3.250 mit den Sister Rabbits        |
| 1997 | You Are the One –                     | JP1 (15 Wo.)JP | Erstveröffentlichung: 1. Januar 1997 Verkäufe JP: + 1.225.070 mit TK Presents Konetto |
| 2001 | Lovin’ It Song Nation                 | JP8 Gold · (5 Wo.)JP | Erstveröffentlichung: 27. Dezember 2001 Verkäufe JP: + 71.500 mit Verbal              |
| 2006 | Do What U Gotta Do The New Beginning  | JP— Gold (Digital)JP | Erstveröffentlichung: 2006 mit Zeebra feat. Ai, Namie Amuro und Mummy-D               |
| 2008 | Black Diamond The Best Collaborations | JP— ×2Doppelplatin (Klingelton) + Gold (Mobile Downloads)JP                                                                                    | Erstveröffentlichung: 2008 mit Double                                                 |
| 2009 | Rock U Trax                           | — | Erstveröffentlichung: 2009 mit Ravex feat. Namie Amuro                                |
| 2010 | Fake The Last Ai                      | JP8 Gold (Mobile Downloads) · (6 Wo.)JP | Erstveröffentlichung: 21. März 2010 Verkäufe JP: + 16.110 mit Ai                      |
| 2014 | Grotesque (グロテスク) –              | JP4 Platin (Digital) · (12 Wo.)JP | Erstveröffentlichung: 2. April 2014 Verkäufe JP: + 51.111 mit Ken Hirai               |
| 2015 | Revolution Shine                      | JP6 (9 Wo.)JP | Erstveröffentlichung: 16. September 2015 Verkäufe JP: + 18.839 mit Crystal Kay        |

## Videoalben
| Jahr | Titel                                                      | Höchstplatzierung, Gesamtwochen, AuszeichnungChartsChartplatzierungen (Jahr, Titel, Platzierungen, Wochen, Auszeichnungen, Anmerkungen) | Anmerkungen |
| Jahr | Titel                                                      | JP | Anmerkungen |
| ---- | ---------------------------------------------------------- | --- | --- |
| 1996 | Namie Amuro World                                          | — | Erstveröffentlichung: 14. November 1996 1. Dokumentation – VHS (Sammlerstück und wurde nur über Lawson zum Kauf angeboten) |
| 1996 | Amuro Namie First Anniversary Live in Marine Stadium       | JP18 (27 Wo.)JP | Erstveröffentlichung: 4. Dezember 1996 Verkäufe JP: + 5.575                                                                |
| 1997 | Namie Amuro Concentration 20 Live in Tokyo Dome            | JP17 (17 Wo.)JP | Erstveröffentlichung: 2. Dezember 1997 Verkäufe JP: + 2.916                                                                |
| 1998 | 181920 Films                                               | — | Erstveröffentlichung: 1. Juli 1998                                                                                         |
| 2000 | Namie Amuro Tour: Genius 2000                              | JP9 (21 Wo.)JP | Erstveröffentlichung: 18. August 2000 Verkäufe JP: + 11.871                                                                |
| 2001 | Filmography                                                | JP18 (1 Wo.)JP | Erstveröffentlichung: 7. März 2001                                                                                         |
| 2002 | 181920 Films + Filmography                                 | JP35 (22 Wo.)JP | Erstveröffentlichung: 13. März 2002 Verkäufe JP: + 4.496                                                                   |
| 2002 | Best Clips                                                 | JP18 (10 Wo.)JP | Erstveröffentlichung: 11. Dezember 2002 Verkäufe JP: + 2.482                                                               |
| 2003 | Namie Amuro Tour 2001: Break the Rules                     | JP14 (20 Wo.)JP | Erstveröffentlichung: 19. November 2003 Verkäufe JP: + 6.979                                                               |
| 2004 | Love Enhanced Single Collection                            | — | Erstveröffentlichung: 28. Januar 2004                                                                                      |
| 2004 | 181920                                                     | — | Erstveröffentlichung: 28. Januar 2004                                                                                      |
| 2004 | Namie Amuro So Crazy Tour Featuring Best Singles 2003–2004 | JP10 (66 Wo.)JP | Erstveröffentlichung: 23. September 2004 Verkäufe JP: + 74.061                                                             |
| 2005 | Filmography 2001–2005                                      | JP2 Gold · (66 Wo.)JP | Erstveröffentlichung: 7. Dezember 2005 Verkäufe JP: + 135.789                                                              |
| 2006 | Space of Hip-Pop: Namie Amuro Tour 2005                    | JP2 Gold · (44 Wo.)JP | Erstveröffentlichung: 15. März 2006 Verkäufe JP: + 83.007                                                                  |
| 2007 | Namie Amuro Best Tour: Live Style 2006                     | JP2 Gold · (46 Wo.)JP | Erstveröffentlichung: 21. Februar 2007 Verkäufe JP: + 93.801                                                               |
| 2008 | Namie Amuro: Play Tour 2007–2008                           | JP2 Gold · (65 Wo.)JP | Erstveröffentlichung: 27. Februar 2008 Verkäufe JP: + 135.010                                                              |
| 2009 | Namie Amuro: Best Fiction Tour 2008–2009                   | JP1 Gold · (60 Wo.)JP | Erstveröffentlichung: 9. September 2009 Verkäufe JP: + 286.789                                                             |
| 2010 | Namie Amuro: Past < Future Tour 2010                       | JP2 Gold · (55 Wo.)JP | Erstveröffentlichung: 15. Dezember 2010 Verkäufe JP: + 184.306                                                             |
| 2011 | Namie Amuro: Live Style 2011                               | JP1 Gold · (53 Wo.)JP | Erstveröffentlichung: 21. Dezember 2011 Verkäufe JP: + 162.144                                                             |
| 2013 | Namie Amuro 5 Major Domes Tour 2012: 20th Anniversary Best | JP1 Platin · (145 Wo.)JP | Erstveröffentlichung: 27. Februar 2013 Verkäufe JP: + 356.185                                                              |
| 2014 | Namie Amuro: Feel Tour 2013                                | JP1 Gold · (80 Wo.)JP | Erstveröffentlichung: 26. Februar 2014 Verkäufe JP: + 177.002                                                              |
| 2015 | Namie Amuro Live Style 2014                                | JP1 Gold · (111 Wo.)JP | Erstveröffentlichung: 11. Februar 2015 Verkäufe JP: + 196.126                                                              |
| 2016 | Namie Amuro Livegenic 2015–2016                            | JP1 Gold · (113 Wo.)JP | Erstveröffentlichung: 2. März 2016 Verkäufe JP: + 164.995                                                                  |
| 2017 | Namie Amuro Live Style 2016–2017                           | JP1 Gold · (91 Wo.)JP | Erstveröffentlichung: 3. Mai 2017 Verkäufe JP: + 189.653                                                                   |
| 2018 | Namie Amuro Final Tour 2018: Finally                       | JP1 Diamant · (59 Wo.)JP | Erstveröffentlichung: 29. August 2018 Verkäufe JP: + 1.788.577                                                             |

## Statistik

### Chartauswertung
|                     | JP     |
| ------------------- | ------ |
| Nummer-eins-Alben   | JP15JP |
| Top-10-Alben        | JP19JP |
| Alben in den Charts | JP19JP |

|                       | JP     |
| --------------------- | ------ |
| Nummer-eins-Singles   | JP12JP |
| Top-10-Singles        | JP53JP |
| Singles in den Charts | JP58JP |

|                          | JP     |
| ------------------------ | ------ |
| Nummer-eins-Videoalben   | JP8JP  |
| Top-10-Videoalben        | JP16JP |
| Videoalben in den Charts | JP20JP |

### Auszeichnungen für Musikverkäufe
| Goldene Schallplatte - Japan - 2023: für das Lied In the Spotlight (Tokyo) (Digital) |

Anmerkung: Auszeichnungen in Ländern aus den Charttabellen bzw. Chartboxen sind in ebendiesen zu finden.
| Land/RegionAuszeichnungen für Musikverkäufe (Land/Region, Auszeichnungen, Verkäufe, Quellen) | Gold       | Platin       | Diamant       | Verkäufe   | Quellen            |
| -------------------------------------------------------------------------------------------- | ---------- | ------------ | ------------- | ---------- | ------------------ |
| Japan (RIAJ)                                                                                 | 64× Gold64 | 79× Platin79 | 19× Diamant19 | 50.350.000 | riaj.or.jp JP2 JP3 |
| Insgesamt                                                                                    | 64× Gold64 | 79× Platin79 | 19× Diamant19 |            |                    |

## Musikvideos
1. Body Feels Exit
2. Chase the Chance
3. Don’t Wanna Cry
4. You’re My Sunshine
5. Sweet 19 Blues
6. A Walk in the Park
7. Can You Celebrate?
8. How to Be a Girl
9. Dreaming I Was Dreaming
10. I Have Never Seen
11. Respect the Power of Love
12. Somethin’ Bout the Kiss
13. Love 2000
14. Never End
15. Please Smile Again
16. Think of Me
17. Say the Word
18. I Will
19. Wishing on the Same Star
20. Did U
21. Shine More
22. Put ’Em Up
23. So Crazy
24. Alarm
25. All for You
26. Girl Talk
27. The Speed Star
28. Want Me, Want Me
29. WoWa
30. White Light
31. Can’t Sleep, Can’t Eat, I’m Sick
32. Ningyo (人魚)
33. Baby Don’t Cry
34. Funky Town
35. Hide and Seek
36. Hello
37. New Look
38. Rock Steady
39. What a Feeling
40. Do Me More
41. Sexy Girl
42. Wild
43. Dr.
44. The Meaning of Us
45. Fast Car
46. Love Game
47. Defend Love
48. Break It
49. Get Myself Back
50. Naked
51. Tempest
52. Love Story
53. Go Round
54. Yeah-Oh!
55. Only You
56. Hot Girls
57. Let’s Go
58. In the Spotlight (Tokyo)
59. Damage
60. Big Boys Cry
61. Contrail
62. Hands on Me
63. Heaven
64. Let Me Let You Go
65. Alive
66. Ballerina
67. Neonlight Lipstick
68. Tsuki
69. Himawari
70. Four Seasons
71. Brighter Day
72. Sweet Kisses
73. Golden Touch
74. Birthday
75. Fashionista
76. Stranger
77. Anything
78. Red Carpet
79. Mint
80. Hero
81. Show Me What You’ve Got
82. Dear Diary
83. Fighter
84. Just You and I
85. Christmas Wish
86. In Two
87. How Do You Feel Now?
88. Showtime
89. Do It for Love
90. Finally

- Zusammenarbeiten

1. Lovin’ It (mit Verbal)
2. Do What U Gotta Do (mit Zeebra)
3. Luvtomy (mit M-Flo)
4. Black Diamond (mit Double)
5. Fake (mit Ai)
6. Black Out (mit Verbal und Lil Wayne)
7. Wonder Woman (mit Ai und Anna Tsuchiya)
8. Make It Happen (mit After School)
9. Unusual (mit Tomohisa Yamashita)
10. #1 (mit Kaname)
11. Grotesque (mit Ken Hirai)
12. I’m Not Yours (mit Jolin Tsai)
13. Revolution (mit Crystal Kay)
14. B Who I Want 2 B (mit Miku Hatsune)

- Als Suite Chic

1. Good Life (mit Firstklas)
2. Uh Uh… (mit Ai)

- Alternative Versionen

1. Think of Me (Non-Edit Version)
2. No (Live Version)
3. Violet Sauce (Live Version)
4. Hide and Seek (Live Version)
5. Rock Steady (Live Version)
6. Fast Car (Live Version)
7. Unusual (Live Version)
8. Make It Happen (Live Version)
9. In the Spotlight (Tokyo) (Bonus Edition)
10. Damage (Fly with the Gold Edition)
11. Damage (Lyric Video)
12. In the Spotlight (Tokyo) (Live Version)
13. Ballerina (Special Video)
14. Sweet 19 Blues (New Music Video)
15. Can You Celebrate? (New Music Video)
16. Brighter Day (Lyric Video)
17. Golden Touch (10 Million Views New Edit)
18. Hero (NHK Version)
19. Christmas Wish (VR Version)
20. How Do You Feel Now? (Namie Amuro × Docomo VR Stage)

- Unveröffentlicht

1. Black Out (mit Verbal und Lil Wayne)

## Lieder
1. Body Feels Exit
2. Chase the Chance
3. Don’t Wanna Cry
4. Present
5. Let’s Do the Motion
6. Private
7. Rainy Dance
8. I’ll Jump
9. I Was a Fool
10. Sweet 19 Blues
11. Joy
12. A Walk in the Park
13. Can You Celebrate?
14. How to Be a Girl
15. Concentration 20 (Make You Alright)
16. B W/Z You
17. Close Your Eyes, Close to You
18. Me Love Peace!!
19. No Communication
20. To-Day
21. Storm
22. Whisper
23. Dreaming I Was Dreaming
24. I Have Never Seen
25. Respect the Power of Love
26. Toi et Moi
27. Something ’Bout the Kiss
28. Love 2000
29. Asking Why
30. Leavin’ for Las Vegas
31. Still in Love
32. Mi Corazon (Te’ Amour)
33. You Are the One
34. Kiss-and-Ride
35. Things I Collected
36. Next to You
37. Give It a Try
38. Never End
39. Please Smile Again
40. Cross Over
41. No More Tears
42. Better Days
43. Break the Rules
44. Looking for You
45. Never Shoulda
46. Girlfriend
47. Think of Me
48. Himawari
49. I to You
50. Say the Word
51. Let’s Not Fight
52. I Will
53. Wishing on the Same Star
54. Did U
55. Shine More
56. Drive
57. Put ’Em Up
58. Exist for You
59. So Crazy
60. Come
61. Namie’s Style
62. Don’t Lie to Me
63. Lovebite
64. Four Seasons
65. Gimme More
66. As Good as
67. Alarm
68. Strobe
69. All for You
70. Butterfly
71. Girl Talk
72. The Speed Star
73. Want Me, Want Me
74. Handle Me
75. Queen of Hip-Pop
76. WoWa
77. I Wanna Show You My Love
78. Free
79. My Darling
80. I Love You
81. No
82. No: Part 2
83. White Light
84. Violet Sauce
85. Can’t Sleep, Can’t Eat, I’m Sick
86. Ningyo (人魚)
87. Baby Don’t Cry
88. Nobody
89. Funky Town
90. Darling
91. Hide & Seek
92. Full Moon
93. It’s All About You
94. Step with It!
95. Hello
96. Should I Love Him?
97. Top Secret
98. Pink Key
99. New Look
100. Rock Steady
101. What a Feeling
102. Do Me More
103. Sexy Girl
104. Wild
105. Dr.
106. Fast Car
107. Copy That
108. Love Game
109. Bad Habit
110. Steal My Night
111. Shut Up
112. My Love
113. The Meaning of Us
114. Defend Love
115. Break It
116. Get Myself Back
117. Naked
118. Fight Together
119. Tempest
120. Sit! Stay! Wait! Down!
121. Love Story
122. Higher
123. Arigatō (ありがとう)
124. Go Round
125. Yeah-Oh
126. In the Spotlight (Tokyo)
127. Go Round (’n Round ’n Round)
128. Hot Girls
129. Let’s Go
130. Singing "Yeah-Oh"
131. Only You
132. Damage
133. Big Boys Cry
134. Beautiful
135. Contrail
136. Alive
137. Rainbow
138. Can You Feel This Love
139. Hands on Me
140. Heaven
141. Poison
142. La La La
143. Supernatural Love
144. Let Me Let You Go
145. Stardust in My Eyes
146. Neonlight Lipstick
147. Ballerina
148. Tsuki
149. Brighter Day
150. Sweet Kisses
151. Still Lovin’ You
152. Photogenic
153. Time Has Come
154. Golden Touch
155. Birthday
156. It
157. Scream
158. Fashionista
159. Fly
160. Stranger
161. Every Woman
162. Space Invader
163. Anything
164. Red Carpet
165. Black Make Up
166. Mint
167. Chit Chat
168. Hero
169. Show Me What You’ve Got
170. Dear Diary
171. Fighter
172. Christmas Wish
173. Just You and I
174. Strike a Pose
175. Hope
176. In Two
177. How Do You Feel Now?
178. Showtime
179. Do It for Love
180. Finally

- Zusammenarbeiten

1. Issun Momo Kintarou (mit Sister Rabbits)
2. Joy (mit M.C.A.T)
3. You Are the One (mit Imajin)
4. Lovin’ It (mit Verbal)
5. After Party (mit Zeebra)
6. Indy Lady (mit Zeebra)
7. Fish (mit Verbal und Arkitec)
8. Do or Die (mit Jhett)
9. Do What U Gotta Do (mit Zeebra, Ai und Mummy-D)
10. Ups & Downs (mit Nao'ymt)
11. Luvotomy’ (mit M-Flo)
12. Black Diamond (mit Double)
13. Rock U (mit Ravex)
14. Black Out (mit Verbal und Lil Wayne)
15. Wonder Woman (mit Ai und Anna Tsuchiya)
16. Unusual (mit Tomohisa Yamashita)
17. Make It Happen (mit After School)
18. #1 (mit Kaname)
19. Want Me, Want Me (mit Verbal)
20. Waterfalls (20th Anniversary Version) (mit TLC)
21. Grotesque (mit Ken Hirai)
22. I’m Not Yours (mit Jolin Tsai)
23. B Who I Want 2 B (mit Miku Hatsune)
24. What Did I for Love (mit David Guetta)
25. Revolution (mit Crystal Kay)
26. Genkai Lovers (限界 Lovers) (mit Show-Ya)

- Übergänge

1. Watch Your Step!!
2. Motion
3. Interlude: Ocean Way
4. Interlude: Joy
5. Interlude: Scratch Voices
6. Interlude: Don’t Wanna Cry Symphonic Style
7. ’77
8. …Soon Nineteen
9. Make the Connection Complete
10. Log Off
11. Rule 8 AM
12. Rule 8 PM

### Super Monkey’sÄra
1. Koi no Cute Beat (恋のキュート・ビート)
2. Mister U.S.A. (ミスターU.S.A:)
3. Dancing Junk
4. Rainbow Moon (レインボウ・ムーン)
5. Aishite Muscat (愛してマスカット)
6. Wagamama no Yurushite (わがままを許して)
7. Paradise Train
8. Kanashiki Broken Boy (悲しきブロークン・ボーイ)
9. Try Me: Watashi wo Shinjite (~私を信じて~)
10. Memories: Aishita no Tame ni (~明日のために~)
11. Taiyō no Season (太陽のSEASON)
12. Heart ni Hi wo Tsukete (ハートに火をつけて)
13. Stop the Music
14. Good-Night
15. Go! Go! Yume no Hayasa de (~夢の速さで~)
16. Get Me Shinin’
17. Super Luck!

### AlsSuite Chic
1. Baby Be Mine
2. We Got Time
3. Without Me
4. Damn Fight
5. Not This Time
6. Ain’t Yours
7. Signs of Life

- Zusammenarbeiten

1. Good Life (mit Firstklas)
2. Just Say So (mit Verbal von M-Flo)
3. Uh Uh,,,,,, (mit Ai)
4. What’s on Your Mind (mit XBX)
5. What If (mit Verbal)
6. Sing My Life (mit Dabo)
7. Wet ’n Wild (mit Heartsdales)

- Übergänge

1. Hits the Fan
2. Segway (1)
3. Segway (2)
4. Sweet and Chic

## Jährliche Umsätze
Die folgende Liste listet die jährlichen Umsätze auf, die Namie Amuro mit ihren verkauften Tonträgern erwirtschaften konnte. Die Platzierung erklärt den Rang der höchsten Umsätze für musikalische Tonträger der jeweiligen Jahre auf Japan bezogen.
| Jahr | Umsatz             | Platzierung | Quelle |
| ---- | ------------------ | ----------- | ------ |
| 1996 |                    | 1           | [ 3 ]  |
| 1997 |                    | 4           | [ 3 ]  |
| 2008 |                    | 4           | [ 4 ]  |
| 2011 |                    | 7           | [ 5 ]  |
| 2012 |                    | 10          | [ 5 ]  |
| 2013 |                    | 8           | [ 5 ]  |
| 2014 |                    | 8           | [ 5 ]  |
| 2017 |                    | 2           | [ 5 ]  |
| 2018 | 169 Mio. US-Dollar | 1           | [ 5 ]  |